# Coilostylis parkinsoniana
Coilostylis parkinsoniana (Parkinson's Coilostylis), Epidendrum parkinsonianum là một loài lan trong chiCoilostylis, phân bố ở Mexico và Trung Mỹ.

## Hình ảnh

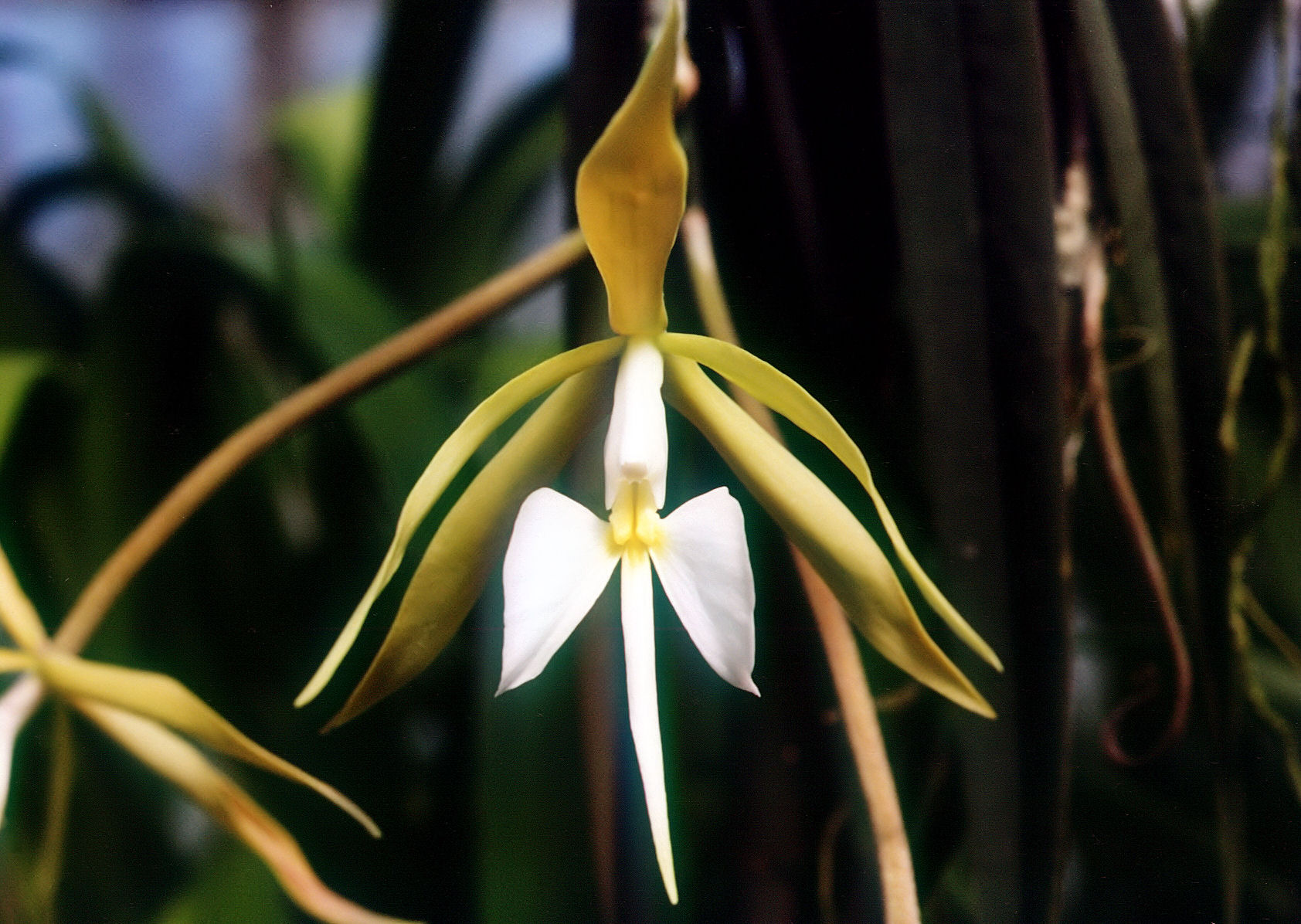
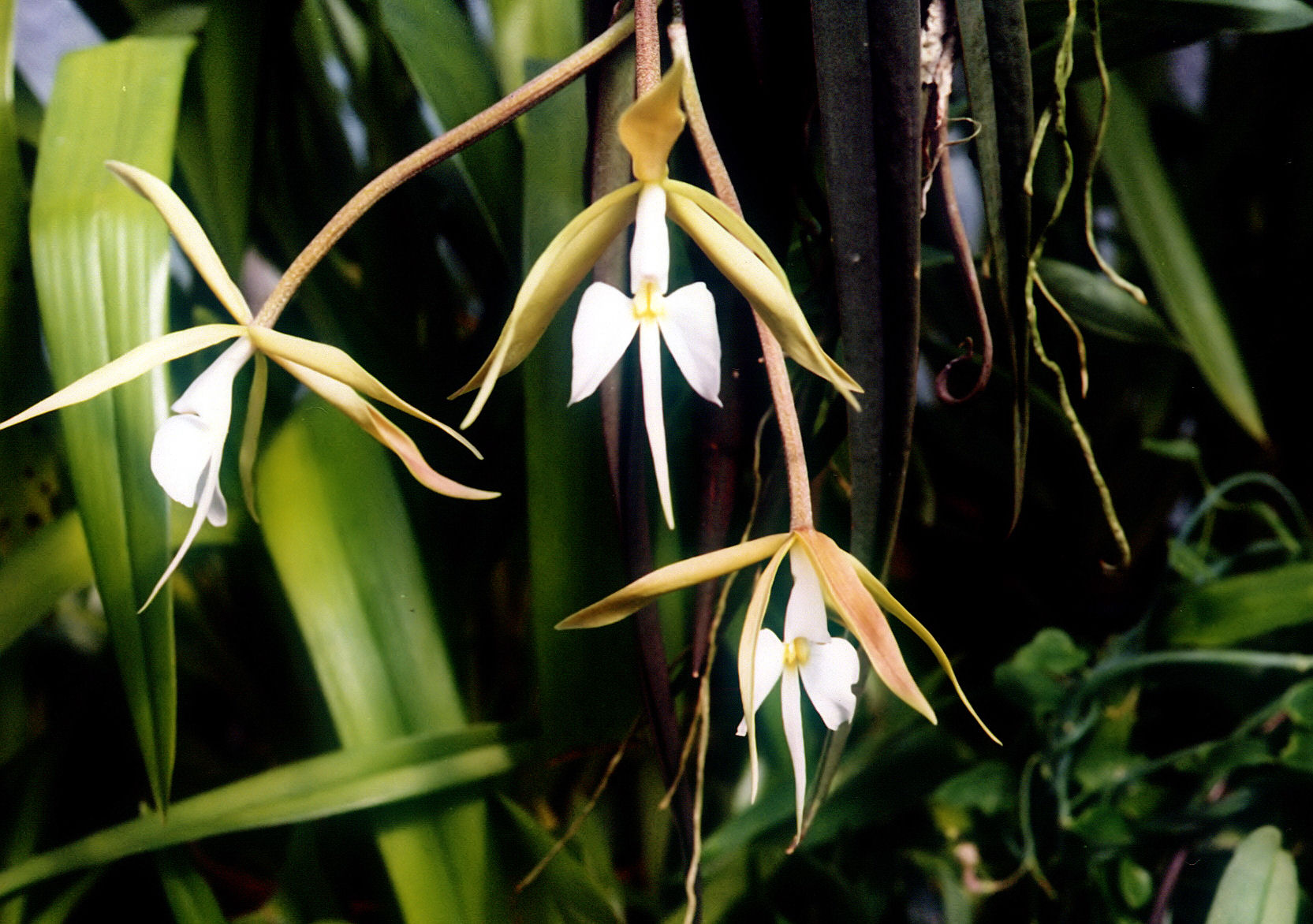
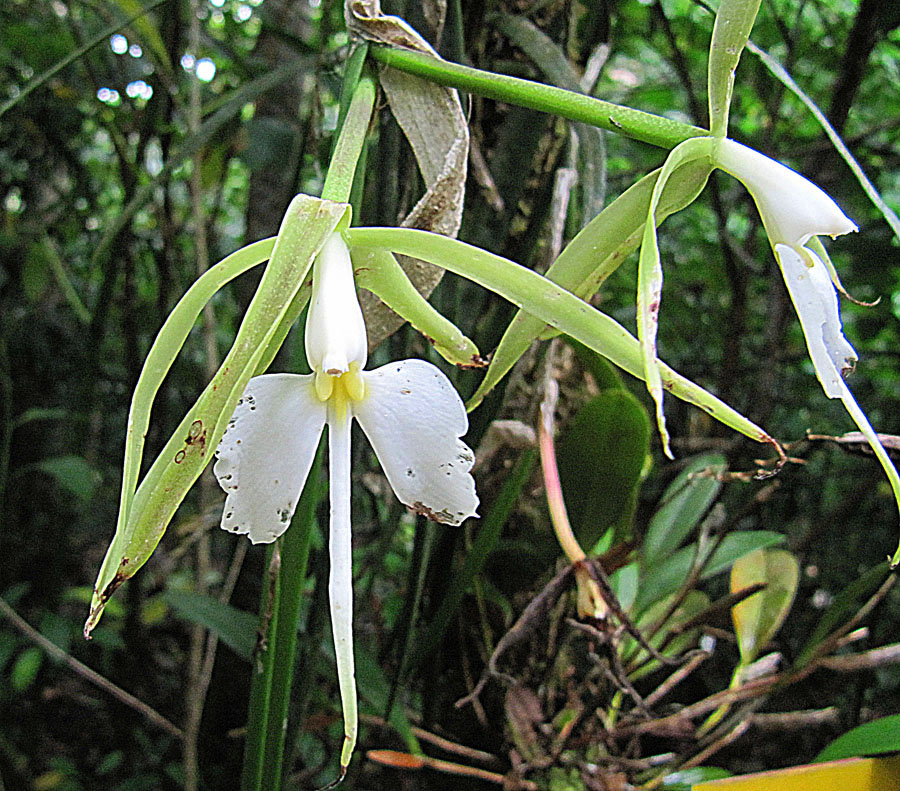
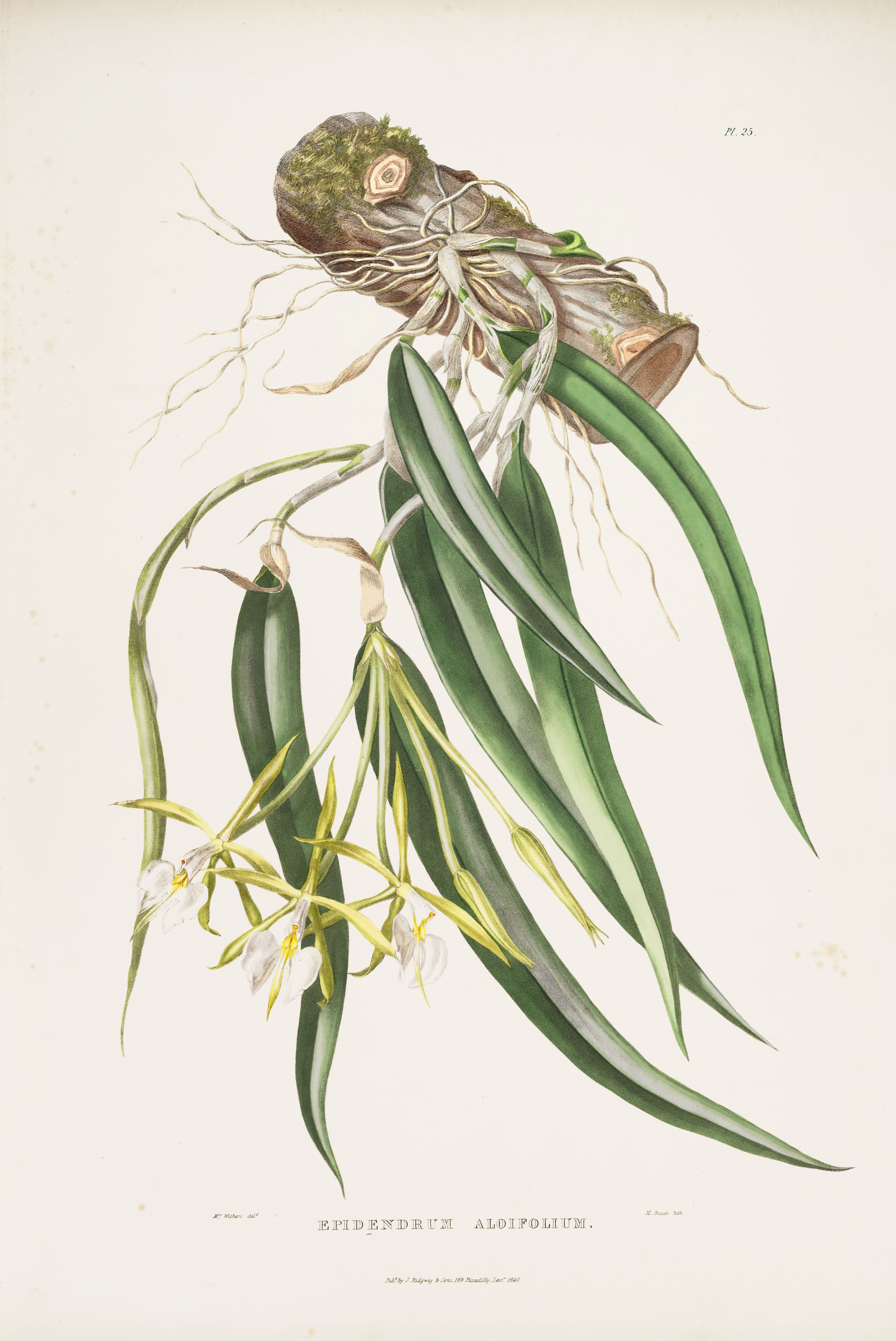